# Армстед, Рэй
Рэй Армстид (англ. Ray Armstead; род. 27 мая 1960, Сент-Луис, США) — американский легкоатлет, специализирующийся на спринте, олимпийский чемпион 1984 года.

## Биография
С 1982 года Армстид имел лучшее время в беге на 400 метров в 46,13 секунды. В 1984 году он смог претендовать на эстафету в качестве четвёртого лучшего бегуна на испытаниях на Олимпийских играх 1984 года. В финале Сандер Никс бежал, отставая от нигерийского и австралийского стартовых бегунов. Рэй Армстид вторым смог обогнать нигерийца, но по-прежнему отставал от второго австралийца Даррена Кларка. Третьим бегуном для США стал олимпийский чемпион в индивидуальной гонке Алонзо Баберс. Заключительный Антонио Маккей смог удержать преимущество до финиша, время победы составило 2:57,91 минут.